# Пешковский, Здзислав
Здзислав Пешковский, герб Ястржембец (пол. Zdzisław Peszkowski) (23 августа 1918, Санок — 8 октября 2007, Варшава) — католический пресвитер, доктор философии, капеллан Иоанна Павла II, харцмистр (пол. harcmistrz), капеллан «Катынских Семей» и убитых на Востоке, верховный капеллан Союза польских харцеров за пределами страны (пол. Związek Harcerstwa Polskiego poza granicami Kraju), почётный покровитель харцерского войска (ZHP) земли Санокской.
Почётный гражданин Грудзёндза, Кракова, Варшавы, Санока, Пётркув-Трыбунальского, Вроцлава, Белостока, Пястува и Полчин-Здруя. Почётный гражданин Опольского воеводства.
Почётный доктор Папского богословского факультета (в Варшаве), а также Польского университета на чужбине (в Лондоне). Много лет был связан с обществом Радио Мария.

## Биография

### Детские и юношеские годы
Происходил из дворянской семьи Пешковских герба Ястржембец. Родился в 1918 году в Саноке. Окончил там общую школу, гимназию и лицей. Также в Саноке началась харцерская деятельность Пешковского, который был между прочим вожатым 2-го отряда харцеров. Свою принадлежность к харцерам (ZHP) всегда демонстрировал ношением Харцерского креста. После сдачи выпускных экзаменов в 1938 году был призван на военную службу. Закончил кавалерийское училище в Грудзёндзе.

### Во время Второй мировой войны
В сентябрьскую кампанию 1939 года командовал взводом 20-го полка уланов им. короля Яна Собеского. После 17 сентября, когда в Польшу вошли войска СССР, почти весь полк попал в советский плен. Военнопленных на первое время собрали в старой резиденции рода Пузынов и Огинских.
В Поморянах жил вместе с супругой видный живописец Властимил Хофман, который выказывал польским военнопленным большое сочувствие и рисовал им портреты на небольших картонках. Портреты должны были быть посланы к семьям, и одним из тех чей портрет он нарисовал был Здзислав Пешковский. Помогая дивизионному казначею в распределении денег между солдатами и утаивая значительную их часть, после попадания в плен он решил передать их Хофману, чтобы они не достались советским властям.
В октябре 1939 года пленных перевезли из Поморян в Козельск. В апреле 1940 года начался вывоз пленных. 12 мая 1940 года в последнем транспорте вместе с 250 других был Здзислав Пешковский. Этот транспорт был направлен в Павлищев-Бор, а затем в Грязовец. Таким образом Пешковский и нескольких сот других заключённых не разделили участи свыше 20 тысяч польских офицеров, дождались немецкого нападения на СССР, заключения соглашения Сикорского-Майского и образования польской армии под командованием ген. Владислава Андерса.
Произведённый в звание поручика, а в дальнейшем ротмистра, Здзислав Пешковский командовал ротой в 1-го полка Креховецких уланов во 2-м корпусе польской армии ген. Владислава Андерса. После ухода армии из СССР военная дорога вела его через Ирак, Иран, Индию, Египет, Ливан, Сирию, Италию и Великобританию.
Одним из заданий, в котором с предельным самопожертвованием принял активное участие Здзислав Пешковский, было обучение и воспитание польской молодёжи, которую вместе с армией вывели из СССР. Будучи одним из харцмистров в Валиваде — «польском» городке в Индии, он организовал харцерские школы, отряды и войска (пол. hufce) в эмиграции.
В Иране между прочим Пешковский был воспитателем тринадцатилетнего тогда Ежи Кжиштона, который впоследствии стал выдающимся писателем. Он известен главным образом как автор вдумчивого и поэтического исследования безумия в трёхтомном романе «Сумасшествие», но наибольшую ценность имеют его очень многочисленные радиопередачи и повести о времени пребывания в СССР. Героем одной с книг Кжиштона «Крест юга» был Здзислав Пешковский, который выступает там под фамилией Ястржембец — своим родовым прозванием.

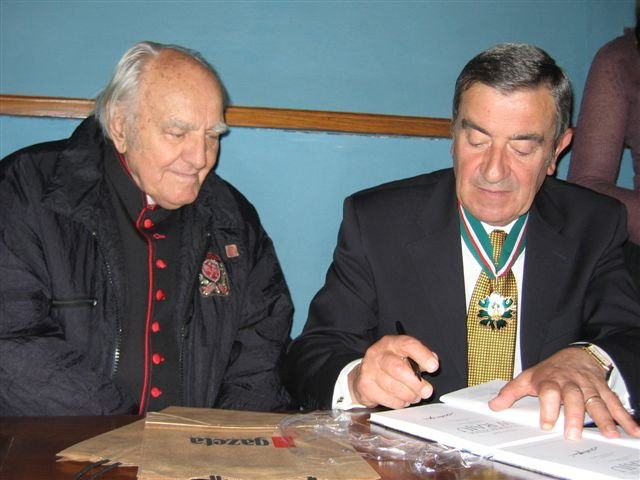
ксендз Здзислав Пешковский беседует с итальянским фотографом Артуро Мари, Варшава, 13 октября 2005 года.

### Эмиграция
По окончании Второй мировой войны Пешковский учился в Оксфорде в Польском университете на чужбине, в Польской духовной семинарии в Орчард Лэйке и в Висконсинском университете в Детройте. Получил звание магистра теологии и учёную степень доктора философии.
По принятии сана 5 июня 1954 года стал профессором пастырского богословия и польской литературы в семинарии св. Кирилла и Мефодия, а также в колледже ст. Марии.
Во время своего продолжающегося полвека жительства в эмиграции участвовал в бесчисленном количестве международных съездов посвящённых богословским, научным, а также общественно-патриотическим вопросам.
В 1966 году, когда поляки во всём мире праздновали свой юбилей Тысячелетия Крещения, ксендз профессор доктор Здзислав Пешковский был избран председателем Исторической ассоциации польских американцев (англ. Polish American Historical Association).
Был автором следующих книг: «Воспоминания военнопленного из Козельска», «Память Голгофы Востока», «Отец Святой — ты сказал нам»… а также нескольких сот брошюр, исследований и статей посвящённых теологии, историй Польши, философии, литературе, делам нравственным и народным.

### Возвращение в Польшу
Вернулся на родину в 1989 году. Становится капелланом Катынских семей и убитых на Востоке (пол. kapelan Rodzin Katyńskich i Pomordowanych na Wschodzie). Основывает и становится президентом Фонда «Голгофа Востока». Способствует созданию военных кладбищ в Катыни, Харькове и Медном, многих памятников и мест памяти польских офицеров на польской земле и на чужбине, среди польской эмиграции.

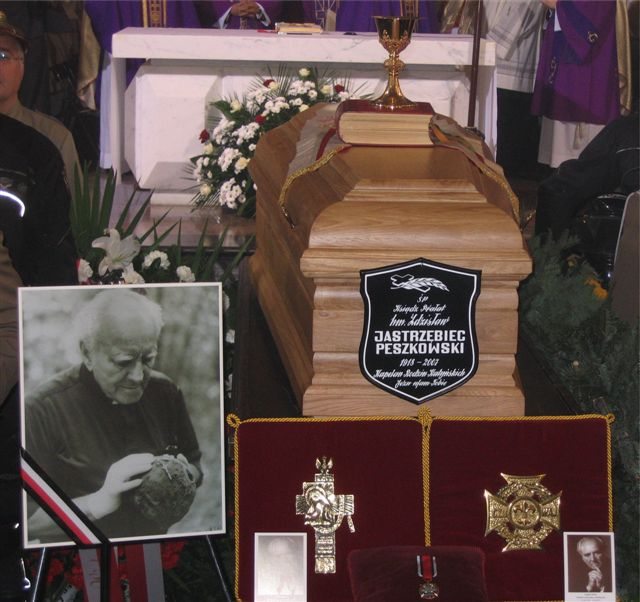
Похороны ксендза Здзислава Пешковского, Кафедра св. Яна, Варшава, 16 октября 2007 г.

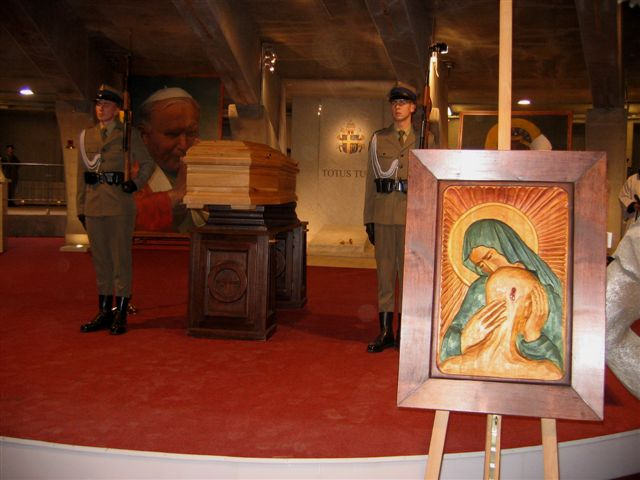
Храм Провидения Божия в Варшаве, 16 октября 2007 г.

Во время эксгумации польских офицеров в 90-м году каждый череп Пешковский лично брал в руки и благословлял четками полученными и освящёнными Иоанном Павлом II. По его инициативе 1995 год был провозглашен Годом Катынским.
Был одним из основателей «Комитета доброго имени Польши», который был ответом на обсуждение в средствах массовой информации темы преступления в Едвабне после выхода книги Яна Томаша Гросса «Соседи». В состав КДИП помимо других вошли: Витольд Томчак, Мариан Баранский, Лукаш Ястржембский, Анджей Лешек Щесняк.
В 1995 году Пешковский стал почётным гражданином Грудзёндза и согласился стать почётным покровителем харцерского войска (ZHP) земли Санокской.
В январе 2006 года Сейм Республики Польша поддержал его кандидатуру на Нобелевскую премию мира. «Ксендз прелат Пешковский многие годы вёл в Польше и на международной арене чрезвычайно плодотворную кампанию за сохранение памяти и просвещения международного мнения о факте катынского преступления, как беспрецедентного убийства интернированных польских офицеров совершённого Советским Союзом» — гласит резолюция сейма.
В феврале 2007 года во время 67-й годовщины катынского преступления Ксендз прелат Пешковский удостоился Медали комиссии народного образования в сейме Республики Польша из рук министра Романа Гертиха. 16 октября 2007 за восстановление памяти о катынском преступлении, которое было совершенно также против польских полицейских, он был посмертно награждён министром внутренних дел Владиславом Стасяком Золотой медалью за заслуги перед полицией. Во время дебатов по Катыни, ксендз Пешковский многократно цитировал титульные слова последней книги Иоанна Павла Второго «Память и самобытность» (пол. "Pamięć i tożsamość). — «мы прощаем, но не забываем».

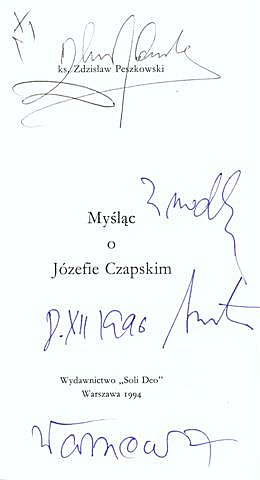
Посвящение ксендза Здзислава Пешковского в его книге Думая о Юзефе Чапском, Варшава, 8 декабря 1996 г.

Умер в больнице в Анине, 8 октября 2007 г. Его похороны состоялись 16 октября 2007 г. В соответствии с волей митрополита варшавского Казимежа Ныча положен в склеп в Пантеоне великих поляков в Храм Провидения Божия в Варшаве.